# .tk
.tk er et nationalt topdomæne der er reserveret til Tokelau. Udover selv at bruge topdomænet, udbyder Tokelau sine domænenavne gratis mod en reklame hvis hjemmesiden ikke eksisterer. Der er registreret over en million .tk-domæner.
1. ↑  "Dot TK". Arkiveret fra originalen 7. juli 2009. Hentet 25. juni 2009.

| Nationale topdomæner | Spire Denne artikel om nationale topdomæner er en spire som bør udbygges. Du er velkommen til at hjælpe Wikipedia ved at udvide den. |